# Amatol
Amatol je visoko eksplozivan materijal napravljen od mešavine TNT-a (Trinitrotolue) i amonijum nitrata.  Britansko ime potiče od reči amonijum i toluene (preteča TNT-a), što ukazuje na sastojke koje se koriste u proizvodnji ovog eksploziva. Slične smeše (jedan deo dinitronaftalena i sedam delova amonijum nitrata) bile su poznate kao šnajderit u Francuskoj. 
Amatol je razvijen i intenzivno se koristio tokom Prvog i Drugog svetskog rata, kao zamena za čist TNT obično se koristio kao eksploziv u avionskim bombama, granatama, dubinskim bombama i pomorskim minama. 
Kombinacija amonijum nitrata i TNT-a pruža više stabilnosti i otpornosti na udar u poređenju sa čistim TNT-om. Prednosti Amatola uključuju relativno jeftinu proizvodnju i visoku energetsku efikasnost. Amatol se može prilagoditi različitim potrebama promenom odnosa amonijum nitrata i TNT u smeši. U zavisnosti od sastava, može se postići više snage ili veće eksplozivne stabilnosti.
Međutim, Amatol takođe ima svoje nedostatke. Amonijum nitrat, iako pruža dodatnu energiju, takođe je osetljiv na vlagu i može se zapaliti ili postati nestabilan u određenim uslovima. Takođe, amonijev nitrat može biti opasan za okolinu i ima potencijal za nekontrolisano eksplozivno razaranje ako se ne rukuje ispravno.
Na kraju je zamenjen alternativnim eksplozivima kao što su Kompozicija B, Torpeks i Tritonal.
Uvek je važno da se pridržava bezbednosnih smernica i propisa prilikom rukovanja eksplozivnim supstancama.

## Pronalazak
Nakon Shell krize 1915. u kojoj Velika Britanija nije imala dovoljno ubojnih sredstava zbog nedostatka eksploziva, tim u laboratorijama Kraljevskog Arsenala proizveo je mešavinu amonijum nitrata i TNT-a, skraćeno poznatu kao Amatol. Izgrađene su posebne fabrike za proizvodnju amonijum-nitrata dvostrukim razlaganjem natrijum-nitrata i amonijum-sulfata u rastvoru, a zatim evaporativnom koncentracijom i kristalizacijom. Postao je standardno punjenje za granate i bombe, a kasnije su ga usvojile SAD kao njihov glavni eksploziv. 

## Proizvodnja i upotreba
Amatol koristi sinergiju između TNT-a i amonijum nitrata. TNT ima veću eksplozivnu brzinu, ali mu nedostaje kiseonik. Nedostatak kiseonika uzrokuje ostatke crnog dima  od čistog TNT-a i njegove eksplozije. Višak kiseonika amonijum nitrata povećava oslobađanje energije TNT-a tokom detonacije. U zavisnosti od odnosa upotrebljenih sastojaka, amatol nakon detonacije ostavlja ostatke belog ili sivog dima. Amatol ima manju eksplozivnu brzinu od TNT-a, ali je jeftiniji zbog niže cene amonijum nitrata.
Amatol je omogućio da se zalihe TNT-a značajno prošire, uz malo smanjenje destruktivne moći finalnog proizvoda, sve dok količina TNT-a u smeši nije pala ispod 60%. Smeše koje sadrže samo 20% TNT bile su za manje zahtevne namene.
TNT ima 50% nedostatak kiseonika. Amatol je izbalansiran kiseonikom i stoga je efikasniji od čistog TNT-a kada eksplodira pod zemljom ili pod vodom. Relativno nesofisticirana oprema za proizvodnju konzervi može se prilagoditi proizvodnji amatola. TNT se lagano zagreva parom ili vrelom vodom dok se ne istopi, dobijajući fizičke karakteristike sirupa. Zatim se dodaje tačan težinski odnos praškastog amonijum nitrata i meša. Dok je ova smeša još u rastopljenom stanju, sipa se u prazna kućišta bombe i ostavi da se ohladi i stvrdne. Najniži nivoi amatola se ne mogu proizvesti livenjem rastopljenog TNT-a. Umesto toga, TNT je temeljno pomešan sa amonijum nitratom u prahu, a zatim komprimovan ili ekstrudiran. 
Amatol se kreće od prljavo belog do blago žutog ili ružičasto braon u zavisnosti od mešavine koja se koristi, i ostaje mekan tokom dugog perioda skladištenja. Higroskopan je, što otežava dugotrajno skladištenje.  Da bi se sprečili problemi sa vlagom, punjenja amatola su obložena tankim slojem čistog rastopljenog TNT-a ili alternativno bitumena. Dugotrajno skladištenje je bilo retko tokom ratova jer se municija napunjena amatolom uglavnom koristila ubrzo nakon proizvodnje.
Amatol ne treba čuvati u posudama napravljenim od bakra ili mesinga, jer može da formira nestabilna jedinjenja osetljiva na vibracije.  Pritisnut je relativno neosetljiv, ali može biti detoniran jakim udarom, dok je kada se baci izuzetno neosetljiv. Primarni eksplozivi kao što je živin fulminat često su korišćeni kao detonatori u kombinaciji sa dodatnim punjenjem eksploziva kao što je tetril.
Eksplozivna punjenja sakrivena u HMS Campbeltovn tokom racije u St. Nazaireu 1942. sadržala je amatol. Britanske male podmornice X klase koje su postavile eksplozivne naprave ispod nemačkog bojnog broda Tirpic u septembru 1943. nosile su dva "sedlasta punjenja" sa četiri tone amatola. Bojeve glave za nemačku leteću bombu V-1 i rakete V-2 takođe su sadržale amatol.
Derivat amatola je amateks, koji se sastoji od 51% amonijum nitrata, 40% TNT-a i 9% RDKS-a (koji takođe ima negativan balans kiseonika).

## Amonit rudarski eksploziv
Amatol je danas retkost, osim u zastareloj municiji ili neeksplodiranim ubojnim sredstvima. Amonit, oblik amatola, je rudarski eksploziv popularan u istočnoj Evropi i Kini. Generalno sadrži mešavinu TNT-a i amonijum nitrata 20/80 i obično se koristi za vađenje kamena ili rudarstvo.
Pošto je udeo TNT-a znatno manji nego u njegovom vojnom pandanu, amonit ima mnogo manju destruktivnu moć. Generalno, punjenje amonita od 30 kilograma je otprilike ekvivalentno 20 kilograma TNT-a.

## Amatol, NJu DŽersi
Amatol je bio naziv za fabriku municije koju je izgradila vlada Sjedinjenih Država u gradu Mulika u Nju DŽersiju tokom Prvog svetskog rata.  Posle rata, grad je razbijen. Staza u Atlantik Sitiju izgrađena je na delu lokacije Amatol 1926. Lokacija (uključujući spidvej) je trenutno (2020.) napuštena. 